# Смородино (Ульяновская область)
Смородино — село в Сенгилеевском районе Ульяновской области в составе Тушнинского сельского поселения. По данным 2011 г. в проживает 42 человека.

## География
Смородино расположено в 24 км западнее райцентра Сенгилей (по шоссе — свыше 32 км) у истоков реки Тушёнка («Смородинный Ключ»), ближайшие населённые пункты — примыкающие с юга Кучуры и Артюшкино в 2 км на юго-восток.
Район села богат полезными ископаемыми: кварцевыми и строительными песками, мелом, также большой площадью лесных массивов.
3 водоёма и огромное количество родников.

## История
Смородино было основано, как хутор Смородинный, переселенцами из Остзейских губерний (ныне Эстония) в 1872 году. 
В 1890 году построен молитвенный дом.
В 1892 году на хуторе была открыта эстонская школа. 
На 1903 год имелось 24 двора со 119 жителями (56 мужчин и 63 женщины), арендовавшими 189 десятин пашни, действовал молитвенный дом. 
В 1913 году посёлок «Смородинский» Симбирский уезд Симбирская губерния, входил в состав Тушинской волости, имелся Лютеранский молитвенный дом, земское училище. 
В 1913 году к выработке местного песчаника, для строительства Императорского моста, к пристани Криушинского затона была построена узкоколейка «Смородино — Криуши», а затем камень на баржах переправляли в Симбирск. 
В 1924 году посёлок Смородино входило в состав Смородинского с/с (Огибной и Лапшинка)  Подкуровской волости Ульяновского уезда Ульяновской губернии. 
На 1930 год посёлок Смородино был административным центром Смородинского с/с, в который входили: Красный Гуляй, Лапшанки, Огибное. 
В 1937 году несколько десятков жителей были репрессированы. 

## Население
| Год  | Число дворов | Число жителей | Примечания                        |
| ---- | ------------ | ------------- | --------------------------------- |
| 1903 | 24           | 119           | эстонцы, (56 мужчин и 63 женщины) |
| 1913 | 24           | 139           | эстонцы, (69 мужчин и 70 женщин)  |
| 1924 | 52           | 200           | эстонцы, (Огибной и Лапшинка)     |
| 1930 | 24           | 113           | эстонцы                           |
| 2011 |              | 42            |                                   |

## Достопримечательности
- В память о воинах не вернувшихся с войны установлены памятные стелы.
- «Солдатский родник» стал частью мемориала солдатам Великой Отечественной войны — и эстонцам, и русским[3].
- Долина реки Смородинки - ООПТ[7].